# جاك هيندل
جاك هيندل (بالإنجليزية: Jack Hindle)‏ هو لاعب كرة قدم بريطاني، ولد في 29 أكتوبر 1993 في وارينغتون في المملكة المتحدة.